# Nishiyodogawa-ku, Osaka

Vị trí của Nishiyodogawa-ku ở tỉnh Osaka

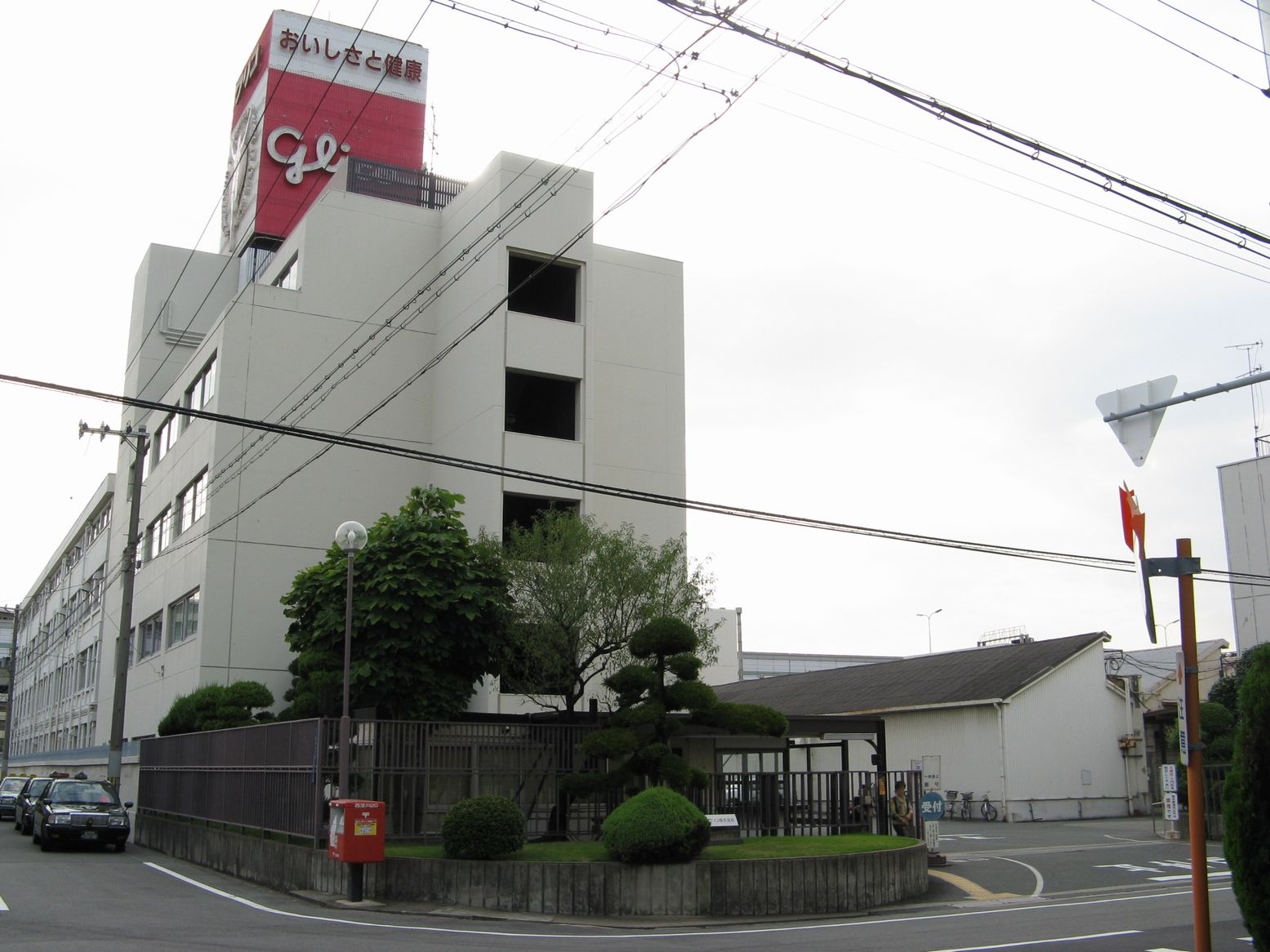
Trụ sở chính của Ezaki Glico

Nishiyodogawa (西淀川区 Nishiyodogawa-ku) là một trong 24 khu thuộc thành phố Kawasaki, tỉnh Osaka, vùng Kinki trên đảo Honshū, Nhật Bản.

## Giáo dục
Ở đây có một trường học dạy bằng tiếng Triều Tiên, Trường Tiểu học Hàn Quốc Osaka Fukushima (大阪福島朝鮮初級学校).

## Kinh tế
Nishoyodogawa là nơi đặt trụ sở của Ezaki Glico và Daifuku.

## Nhân vật nổi bật
- Hiroyuki Miyasako - diễn viên hài và diễn viên lồng tiếng